# Калашников, Исай Калистратович
Иса́й Калистра́тович Кала́шников (9 августа 1931 года, село Шаралдай, Мухоршибирский район, Бурятская АССР — 30 мая 1980 года, Москва) — советский писатель, член Союза писателей СССР (1963), Народный писатель Бурятии (1973), лауреат Государственной премии Бурятской АССР (1970). Известен в первую очередь как автор исторического романа о Чингисхане «Жестокий век» (1978).

## Биография

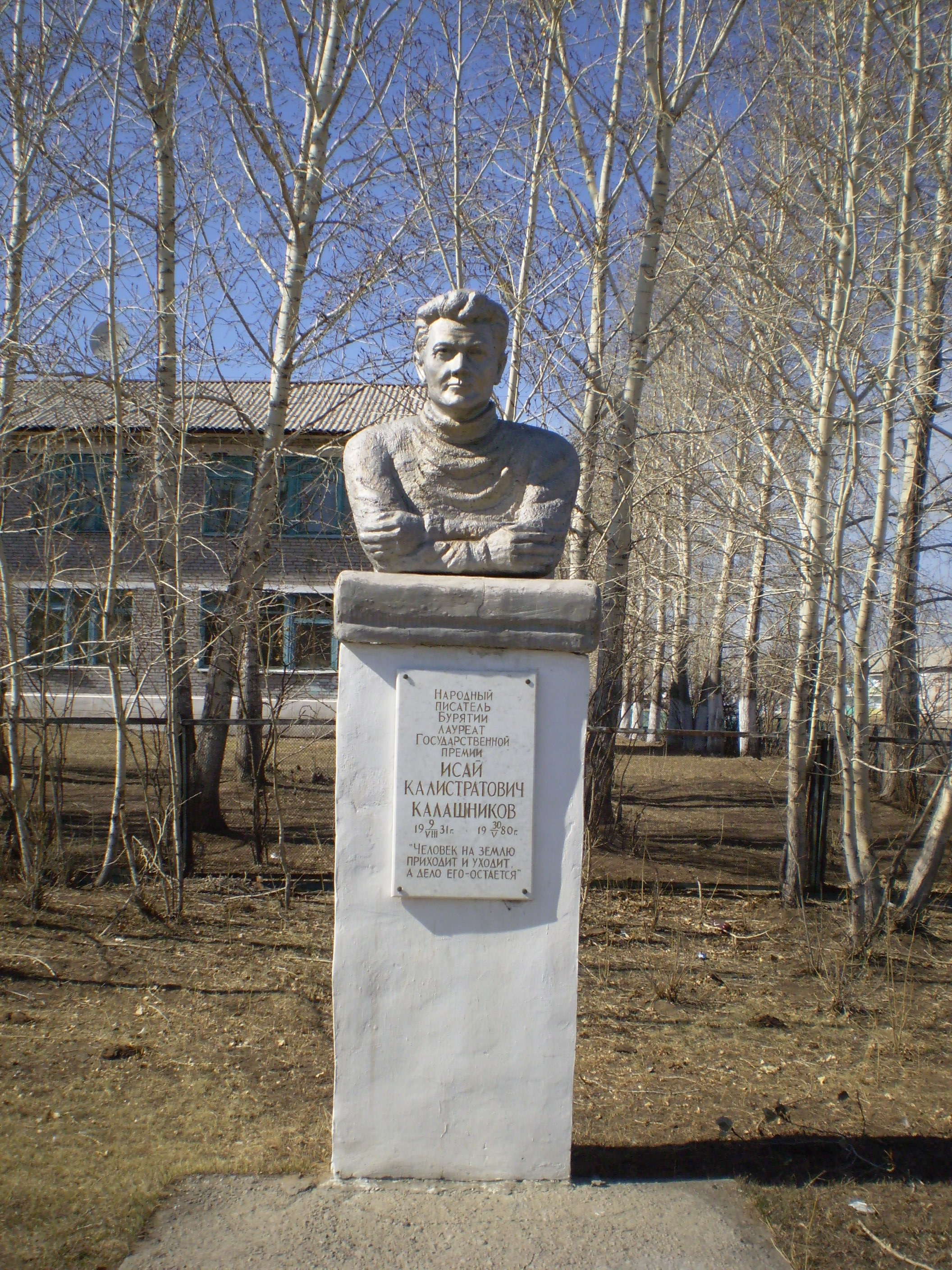
Памятник Исаю Калашникову в доме-музее в Шаралдае

Родился в семейском селе Шаралдай. Окончив 4 класса школы, начал работать — сначала пастухом, затем в тракторной бригаде. С 1950 года трудился вальщиком леса в Итанцинском леспромхозе (с. Кома, Прибайкальский район), на сплаве леса, плотником, токарем.
Первый рассказ «Сашка» был опубликован в газете «Бурят-Монгольская правда». С 1954 года — сотрудник газеты «Бурят-Монгольский комсомолец». Получил среднее образование в вечерней школе.
В 1959 году журнал «Свет над Байкалом» публикует первый роман Калашникова «Последнее отступление» (о гражданской войне в Забайкалье). Главные герои романа — жители его родного села Шаралдай. Далее последовали повести «Подлесок» и «Через топи».
В 1963 году принят в Союз писателей СССР. С 1963 по 1965 год учился на Высших литературных курсах при Литературном институте имени М. Горького в Москве. В 1965 году избран ответственным секретарём правления Союза писателей Бурятской АССР.
В 1970 году публикуется роман «Разрыв-трава», в котором описывается жизнь забайкальских старообрядцев-семейских в первой половине XX века. «Разрыв-трава» был напечатан в «Роман-газете», а затем в издательстве «Современник». За это произведение автор получил Государственную премию Бурятской АССР. По роману был поставлен спектакль на сцене Русского театра драмы.
В 1973 году присвоено звание «Народный писатель Бурятии».
В 1978 году издан исторический роман «Жестокий век» о жизни Чингисхана.
В 1979 году Мосфильм снял художественный фильм «Крик тишины» по повести Калашникова «Расследование». Писатель был автором сценария. В том же 1979 году по этой повести был поставлен радиоспектакль «Расследование» (в ролях: Лев Дуров, Владимир Кашпур, Валерий Погорельцев, Борис Толмазов).
Другие работы: «Не поле перейти» (1982, посмертно), повести «Деревцу — расти» (впоследствии выходила под названием «Подлесок») (1962), «К людям» (1964), «Через топи» (1966), «Расследование» (1978 год), многочисленные новеллы.
Умер 30 мая 1980 года на 49-м году жизни.
Произведения Калашникова переводились на казахский, киргизский, бурятский, немецкий, туркменский, чешский, эстонский и другие языки.

## Память
- Литературная премия имени И. К. Калашникова — учреждена администрацией города Улан-Удэ в 1998 году.
- В селе Шаралдай открыт Дом-музей И. К. Калашникова.
- Одна из улиц села Шаралдай названа именем И. К. Калашникова.
- Средняя общеобразовательная школа села Шаралдай носит имя И. К. Калашникова.
- Центральная городская библиотека города Улан-Удэ носит имя И. К. Калашникова.
- В Улан-Удэ на территории школы № 47, носящей имя И. К. Калашникова, в 2012 году установлен бронзовый бюст писателя[1].
- Одна из улиц города Улан-Удэ названа именем И. К. Калашникова.